# Erwin Müller (Fußballspieler)
Erwin Müller ist ein ehemaliger deutscher Fußballspieler. 

## Karriere
Erwin Müller spielte Erstligafußball in der Oberliga Süd. Dort absolvierte er zwei Spiele für die Stuttgarter Kickers: am 14. September 1947 gegen die SpVgg Fürth und am 21. September 1947 gegen die TSG Ulm 1846.